# Petit-duc indien
Otus bakkamoena
Espèce
Statut de conservation UICN

 LC  : Préoccupation mineure
Statut CITES
Le Petit-duc indien (Otus bakkamoena) est une espèce d'oiseaux de la famille des Strigidae.

## Répartition
Cette espèce vit en Asie.

## Taxinomie
Suivant les travaux de König et al. (1999), Otus bakkamoena est divisé en quatre espèces : Otus bakkamoena (4 sous-espèces), Otus semitorques (3), Otus lempiji (5) et Otus lettia (5). Ce complexe d'espèces était auparavant connu sous le nom normalisé CINFO de Petit-duc à collier. Après la division, c'est l'espèce Otus lettia qui a hérité de ce nom normalisé.

## Sous-espèces
D'après la classification de référence (version 14.1, 2024) de l'Union internationale des ornithologues, le Petit-duc indien possède 4 sous-espèces (ordre philogénique) :
- Otus bakkamoena deserticolor Ticehurst, 1922 ;
- Otus bakkamoena gangeticus Ticehurst, 1922 ;
- Otus bakkamoena marathae Ticehurst, 1922 ;
- Otus bakkamoena bakkamoena Pennant, 1769.